# 俾斯麥海峽
俾斯麥海峽（德語：Bismarck-Straße）是南極洲的海峽，位於葛拉漢地，處於昂韋爾島、溫克島南端和威廉群島之間，該海峽在1874年由德國探險隊發現，現時由南極條約體系管理。

## 外部連結
- USGS-GNIS

64°51′S 64°00′W / 64.850°S 64.000°W